# Kirsten Lepore
Kirsten Lepore es una animadora estadounidense, conocida por sus cortometrajes en stop motion como Sweet Dreams, Bottle y Move Mountain. De 2014 a 2015, trabajó en un episodio de la serie de dibujos animados estadounidense Adventure Time titulado Bad Jubies como guionista, dibujante de storyboards y directora. El episodio finalmente se emitió el 14 de enero de 2016 con gran éxito de crítica.

## Educación
Lepore se crio en South Brunswick, Nueva Jersey . En una entrevista con The AV Club, Lepore explicó que, cuando era niña, estaba fascinada con las técnicas de animación utilizadas tanto por Disney como por Jim Henson Company . Lepore asistió a South Brunswick High School, donde comenzó a explorar el arte con seriedad, y como adulta joven, obtuvo una licenciatura en Bellas Artes en el Maryland Institute College of Art, donde estudió "animación experimental". Su tesis de licenciatura fue el cortometraje stop motion titulado Sweet Dreams. Después de la universidad, solicitó empleo en estudios y trabajó como independiente, pero "nunca supo nada de los estudios, y el trabajo independiente siguió llegando". Regresó a la casa de sus padres y comenzó a trabajar en anuncios y pequeños proyectos de producción. Durante esta etapa de su vida, sintió que no tenía suficiente experiencia técnica. Como resultado, asistió a CalArts y se graduó en 2012 con una Maestría en Bellas Artes en animación experimental. Su tesis de graduación, un cortometraje titulado Move Mountain, llamó la atención del showrunner de Adventure Time, Adam Muto, y Lepore finalmente actuó como invitada en el episodio Bad Jubies.

## Premios
Lepore ha ganado varios premios, incluido un premio Annie, un premio especial del jurado South by Southwest para animación y un premio Annecy + a la mejor animación.

## Filmografía
| Año     | Título                         | Descripción                                  | Role                                       |
| ------- | ------------------------------ | -------------------------------------------- | ------------------------------------------ |
| 2007    | Story from North America       | Cortometraje                                 | directora, animadora                       |
| 2008    | Sweet Dreams                   | Cortometraje, tesis de BFA                   | guionista, directora                       |
| 2011    | Bottle                         | Cortometraje                                 | guionista, directora                       |
| 2013    | Move Mountain                  | Cortometraje, tesis de maestría              | guionista, directora                       |
| 2014-15 | Bad Jubies                     | Episodio de Adventure Time                   | guionista, artista storyboard, directora   |
| 2016    | Hi Stranger                    | Cortometraje                                 | guionista, directora, animador             |
| 2018    | It's My Party                  | Episodio de la isla del campamento de verano | guionista, artista storyboard              |
| 2021    | Marcel the Shell with Shoes On | Película                                     | directora de animación                     |
| 2022    | Todo en todas partes a la vez  | Película                                     | artista de efectos visuales                |
| 2022    | Yo soy groot                   | Serie de cortometrajes                       | guionista, directora, productora ejecutiva |